# Helsingfors röda garde

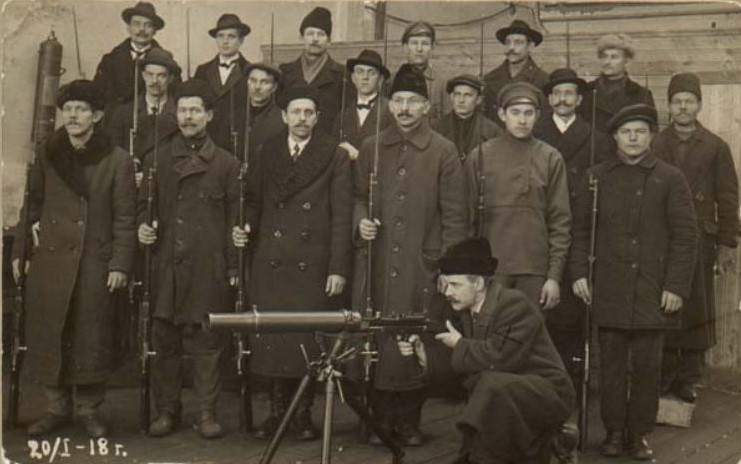
Maskingevärskompaniet vid Helsingfors röda gardets Portusbataljon (3:e regementets 1:a bataljon).

Helsingfors röda garde (finska: Helsingin punakaarti) var en i Helsingfors 1905–1907 och 1917–1918 verksam paramilitär organisation som under finska inbördeskriget 1918 tillhörde Finska folkdelegationens armé. Gardet bildades under storstrejken 1905 och förbjöds efter Sveaborgsrevolten året därefter. I samband med ryska revolutionen 1917 bildades gardet på nytt och var under inbördeskriget Finlands största röda garde med uppemot 10 000 medlemmar, vilket motsvarade cirka 10 % av folkdelegationens armé. Helsingfors röda garde deltog i alla strider som utkämpades mellan Bottniska viken i öster och Karelska näset i väster under inbördeskriget i Finland.

## Storstrejken och Sveaborgsrevolten

### Gardet bildas
Gardet bildades i november 1905 i samband med storstrejken och flera medlemmar var poliser. Strejkens centralkommitté ombildade gardet till ett arbetargarde, "nationalgarde" kallat, som leddes av kaptenen Johan Kock. Nationalgardet inkvarterades i polishuset på Senatstorget och tillsatte en egen obeväpnad ordningspatrull som arbetade på Helsingfors gator, trots att stadsfullmäktige redan hade tillsatt en polismyndighet med samma uppgifter. Stadsfullmäktige försökte överta kontrollen över gardets ordningspatrull, men misslyckades och bildade istället ett skyddsgarde bestående av studenter och studerande vid polytekniska institutet.
Den största sammandrabbningen mellan nationalgardet och skyddsgardet under storstrejken ägde rum den 6 november när nationalgardets patrull var i färd med att stänga igen affärer på Helsingfors torg. Utanför Stockmanns järnhandel i södra Esplanadparken spårade situationen ur när Kock beordrade att affären skulle stängas ner efter att skyddsgardet fått vapen därifrån. Beväpnade män ur skyddsgardet kom till platsen och Kock beordrade sina män att dra sig undan. Strax därefter bemannade nationalgardet Senatorstorget för att skydda polishuset som gardet trodde stod under hot av Gösta Theslöfs manskap. Inget försök gjordes för att storma polishuset och samma eftermiddag hölls ett folkmöte på Senatstorget där det beslutades att storstrejken skulle avslutas. Med på mötet närvarade Kock och flera andra ledare från nationalgardet. Efter mötet marscherade nationalgardet till Järnvägstorget, där Kock höll ett tacktal till sina anhängare innan de återvände till sina hem och arbetsplatser. I den borgerliga pressen i samband med mötet på Senatstroget kallades nationalgardet för första gången "röda gardet".

### Sveaborgsrevolten

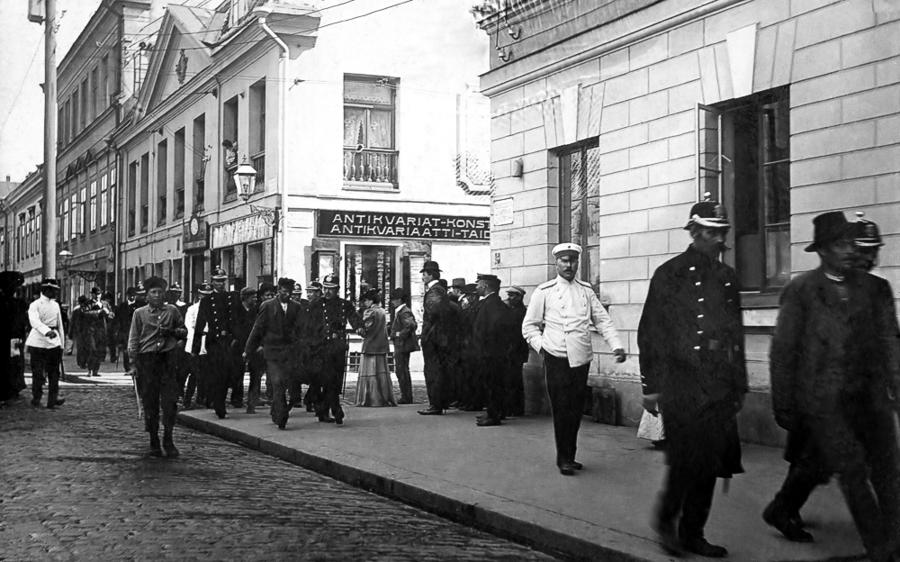
Arresterade rödgardister förs till polishuset i samband med revolten.

Både röda gardet och skyddsgardet fortsatte sin verksamhet efter storstrejken. I månadsskiftet juli-augusti 1906 beslöt Johan Kock att stödja ryska soldater som gjorde uppror på sjöterminalen på Sveaborg, trots att han saknade samtycke från socialdemokratiska partiledningen. Samtidigt som Sveaborgsrevolten pågick utförde röda gardet sabotage vid järnvägsbroar i norra Helsingfors i syfte att hindra ryssarna från att transportera trupper till Helsingfors för att häva upproret. Den 30 juli ankom A. E. Pohjantähti med 80 man ur Helsingfors röda garde till Riihimäki och tillsammans med Riihimäkis röda garde skar de av järnvägen mot Tavastehus och Lahtis för att hindra ryska krigståg från Viborg att komma till Helsingfors. Dessutom lät gardet spränga järnvägsbron vid Haapahuhta. Natten till den 1 augusti reste närmare 150 rödgardister med båt till Skanslandet för att skydda upprorsmännen.
Konflikten mellan Helsingfors röda garde och skyddskåren trappades upp under Sveaborgsrevoltens andra dag, den 2 augusti, när Kock proklamerade generalstrejk i Helsingfors. Skyddsgardisterna marscherade till Hagnäs torg för att skydda stadens spårvagnsnät. Skyddsgardisterna möttes dock av motstånd från arbetarna och blev föremål för stenkastning. En stund senare anlände röda gardet åtföljt av en grupp ryska militärer. I början av strejken dödades sex skyddsgardister och en rödgardist och en stund senare sköts en skyddsgardist och en rödgardist på Broholmen. Efter den misslyckade Sveaborgsrevolten dömdes 68 män ur Helsingfors röda garde till långa fängelsestraff, men många fick sina straff förkortade i civilrätten.
Efter revoltförsöket lät finska senaten förbjuda både skyddsgardet och röda gardet den 4 augusti. På eget initiativ lät socialdemokraterna upplösa röda gardet efter ett partimöte i Uleåborg och även den närvarande representanten för Helsingfors röda garde, Jussi Tuominen, var för avskaffandet.

## Återbildningen 1917
Efter februarirevolutionen 1917 förföll ordningsmakten i Storfurstendömet Finland, varvid arbetargarden bildades på flera håll i landet. Arbetargardenas ursprungliga uppgift var att upprätthålla ordning samt skydda arbetarna under strejkerna och hade inledningsvis inga revolutionära ambitioner. Den 12 maj hölls i Kajsaniemi ett möte med forna rödgardister från olika delar av Finland med målet att skapa ett rött garde i likhet med det som existerat 1905–1906. Både socialdemokratiska partiet och Finska landsorganisationen var emot idén. Arbetargardet erhöll en fastighet av landsorganisationen den 20 oktober och gardet antog namnet Finlands arbetares ordningsgarde.
I mitten av november 1917 utbröt en ny storstrejk i Helsingfors och röda gardet blev ansvarigt för ordningen i huvudstaden. Huvuddelen av gardet opererade obeväpnat, men vissa radikala medlemmar hade beväpnats av ryska militärer. Flera konfrontationer skedde mellan skyddskårister och rödgardister under strejken och under en kort tid hölls 200 borgerliga representanter fängslade av röda gardet. Till de gripna fanns Bruno Jalander, guvernör i Nylands län, som satt fängslad fram till inbördeskrigets utbrott. Röda gardet besatte flera centrala platser i Helsingfors, däribland Senatshuset och Restaurang Brunnshuset i Brunnsparken. Brunnshuset var också gardets högkvarter fram tills efter strejken. Gardets förste chef var Oskar Rantala som i samband med storstrejken ersattes av målaren Kustaa Salminen. Under strejken inträffade en händelse i Borgå, där en poliskurs upprättats av den borgerliga senaten. Poliskursen fick bara anta borgerliga medlemmar och bojkotta dem som tillhörde röda gardet. Den 17 november lät Leonard Nikander och 350 man ur gardet beskjuta och inta polisskolan i Saksanniemi. Skolans elever tvingades fly och två lärare dödades.
Efter Finlands självständighet omorganiserades Helsingfors arbetares ordningsgarde den 6 januari 1918 till Helsingfors röda garde. Därefter bildades röda garden på flera håll i landet. Gardet ockuperade generalguvernörens hus, Smolna kallat efter sin förebild i Sankt Petersburg. Av ryssarna erhöll gardet vapen och kunde tidigt på morgonen den 28 januari ockupera flera hus i centrum. Inom kort föll hela Helsingfors i gardets händer och borgerliga representanter flydde från staden.

## Inbördeskriget

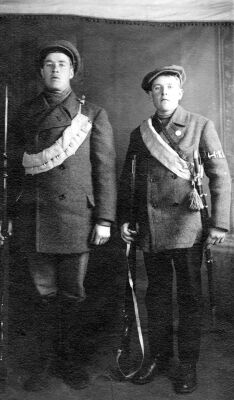
Två rödgardister från Helsingfors 1918.

Under inbördeskriget bestod röda gardet av närmare 10 000 personer uppdelade på fem regementen. Idrottsföreningen Helsingfors Jyry bildade ett eget elitkompani och ett kvinnogarde på 466 kvinnor bildades. Kvinnor tjänstgjorde dock också i andra av gardets kompanier. Den 11 februari segrade gardet över de vita i Pellinge, men tvingades kapitulera för de vita i Kyrkslätt den 25 februari. Nästan alla rödgardister från Helsingfors återvände till huvudstaden för att försvara den mot tyska Östersjödivisionen, förutom A-kompaniet som stannade i Borgå till slutet av februari. Kompaniet deltog sedan i striderna vid Vittisbofjärd och Påmark. Kompaniet deltog också i massmordet i Koliahti när 16 tjänstemän vid A. Ahlströms aktiebolag sköts i Norrmark. En annan känd gruppering inom gardet var 3:e regementets 1:a bataljon, "Portus bataljon" kallad. Bataljonens stab hade ett eget högkvarter i Smolna och leddes av filaren Juho Virolainen.
Tyska Östersjödivisionen landsteg i Hangö den 4 april och avancerade snabbt mot Helsingfors. Under slaget om huvudstaden den 11–13 april deltog huvudsakligen reserver, då röda gardets egentliga stridsförband befann sig vid fronten i Tavastland. I striderna i Helsingfors och stadens omnejd deltog också kvinnogardet. Uppemot 8 000 rödgardister kapitulerade och skickades till Sveaborg. I Helsingfors upprättades ett fångläger med 13 000 fångar, varav närmare 1 500 dog av arkebusering, sjukdomar eller svält. Uppemot 700 män ur röda gardet stupade under kriget och flera av dem fraktades till Helsingfors och begravdes i Tölö. På Tallbacken i Tölö ligger 146 rödgardister, 10 ryssar, en estländare och en medlem av Petrogradss finska röda garde begravda. På Malms begravningsplats begravdes andra rödgardister i en massgrav, dit också de som begravts på Tallbacken förflyttades i juni 1918. Sammanlagt är 458 rödgardister från Helsingfors begravda på Malms begravningsplats och cirka 150 är begravda i andra delar av Helsingfors.

## Gardets sammansättning under inbördeskriget
1:a regementet
- befälhavare Fredrik Edvard Johansson
- 1. bataljonen, kommendant Mäkinen
- 2. bataljonen, kommendant Juho Airaksinen och Juho Kovanen
- 3. bataljonen, kommendant Erik Johan Leivo och senare Juho Airaksinen
- 4. bataljonen, kommendant Anders Hilden

2:a regementet
- befälhavare Karl Salmenoksa
- 1. bataljonen, kommendant Oskar Haimila, Oskar Viklund och Otto Salmela
- 2. bataljonen, kommendant Gideon Lund
- 3. bataljonen, kommendant Karl Virtanen och Halinen
- 4. bataljonen, kommendant A. Hämäläinen

3:e regementet
- befälhavare Oskar Rantala och Hugo Ekholm
- 1. bataljonen (Portus bataljon), kommendant Juho Virolainen, Bruno Rissanen och J. Pennanen
- 2. bataljonen, kommendant Kalle Manninen
- 3. bataljonen, kommendant Evert Stenroos
- 4. bataljonen, kommendant O. Ström

4:e regementet
- befälhavare Viktor Mäkinen
- 1. bataljonen, kommendant Viktor Mäkinen
- 2. bataljonen, kommendant August Aarnio
- 3. bataljonen, kommendant V. Manninen
- 4. bataljonen, kommendant okänd

5:e regementet
- 1. bataljonen, kommendant Kauko Messulin
- 2. bataljonen, kommendant okänd